# Sandra Bem
Sandra Bem (geboren am 22. Juni 1944 in Pittsburgh, Pennsylvania, als Sandra Ruth Lipsitz, gestorben am 20. Mai 2014 in Ithaca, New York) war eine US-amerikanische Psychologin und Psychotherapeutin, die Pionierarbeit in der Forschung zu Gender Studies, Geschlechterrollen und Androgynie geleistet hat. Bekanntheit über die Wissenschaft hinaus erlangte Bem durch ein Porträt ihrer egalitären Ehe mit Daryl J. Bem, das 1972 in der US-Zeitschrift Ms. veröffentlicht wurde. Im selben Jahr war Bem als Expertin Teil eines Gerichtsverfahrens gegen den Telekommunikationskonzern AT&T, der aufgrund der hohen Schlichtungs-Summe weitreichende Öffentlichkeit erfuhr. Der postum in der New York Times veröffentlichte Artikel The Last Day of Her Life beleuchtet ihr Lebensende, das durch ihre Alzheimer-Erkrankung geprägt war. Im Alter von 69 Jahren beging sie im Beisein ihres Ehemanns Suizid.

## Biografie

Die Allderdice-High-School

Sandra Ruth wurde als ältere von zwei Töchtern im Stadtteil Squirrel Hill in Pittsburgh in einem jüdisch-orthodoxen Haushalt geboren. Ihre Schwester heißt Beverly. Ihre Eltern, Peter und Lilian, waren der Arbeiterklasse zugehörig: Lilian war Sekretärin, Peter war Postbote. Die Familie wohnte in einer Sozialwohnung. Sandra besuchte die Taylor Allderdice High School. Sandra Bems eigenen Erinnerungen nach warnte ihre Mutter sie, dass „Hausarbeit wenig erstrebenswert sei“. Die Sozialpsychologin Meghan George, Mitbegründerin der Psychology´s Feminist Voices, vermutet in dieser Aussage einen richtungsweisenden, für Bems Biografie prägenden Charakter: Bem begann früh ihre Überzeugung der Gleichheit der Geschlechter auszudrücken. Genauso früh begann sie zu lernen, dass die Gesellschaft wenig tolerant gegenüber egalitären Ideen war. Sie weigerte sich bereits in der Grundschule, die als Schulkleidung vorgeschriebenen Röcke zu tragen, und bestand auf Hosen; dafür wurde sie fast ihrer Schule verwiesen.
Auch in den folgenden Jahren prägten ihr Aufwachsen Konflikte mit ihren Eltern, in Bems Tagebüchern beschreibt sie Streitigkeiten mit ihrer Mutter, bei denen diese „oft Gegenstände an die Wände warf“.
Da sich Sandra Bem das Verlassen des Elternhauses nicht leisten konnte, schrieb sie sich im Institute of Technology der Carnegie Mellon University in Pittsburgh ein und wohnte weiter bei ihren Eltern. Zu diesem Zeitpunkt gab es an der Carnegie Mellon University noch das „Margaret Morrison Carnegie College“, das ausschließlich Frauen vorbehalten war. Sie erwarb dort im Jahr 1965 einen Bachelor of Science in Entwicklungspsychologie (developmental psychology) und wechselte darauf für kurze Zeit an die Indiana University. Kurz nach dem Wegzug starb Bems Großvater mütterlicherseits, sodass sich Bems Mutter einer großen Belastung ausgesetzt sah. Sandra Bem kehrte nach Pittsburgh zurück und studierte fortan erneut an der Carnegie-Universität.

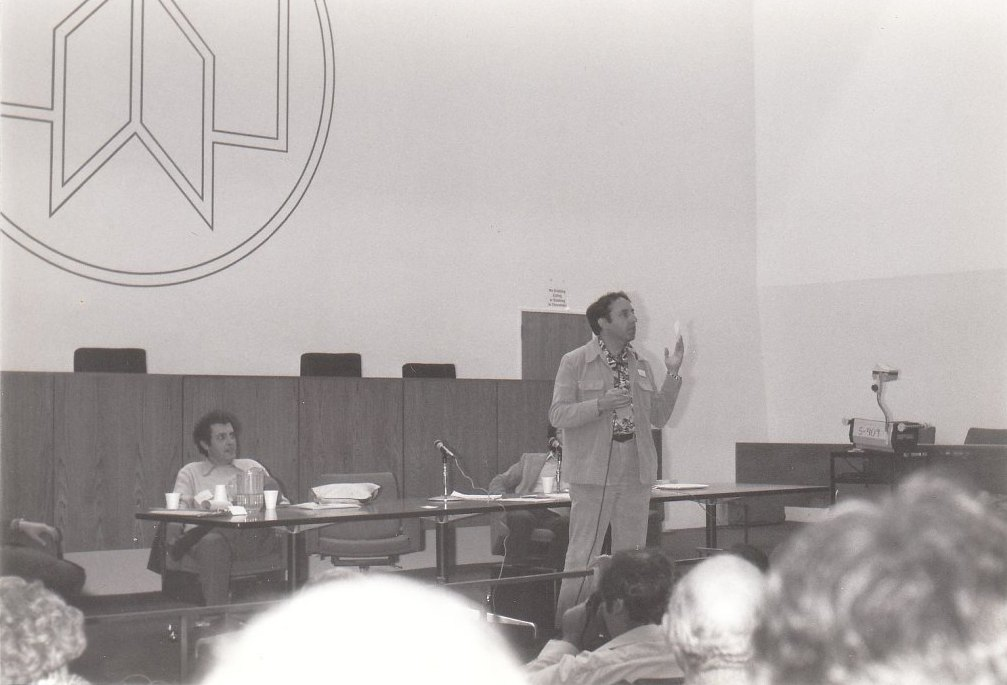
Daryl Bem, 1983

Im Jahr 1965 stellte Sandra Bems Mitbewohnerin ihr den neuen Assistenz-Professor für Psychologie vor, Daryl Bem. Vier Monate nach diesem Kennenlernen heirateten Sandra und Daryl. Da Sandra zu diesem Zeitpunkt noch nicht die Volljährigkeit von 21 Jahren erreicht hatte, musste sie die Einwilligung ihrer Eltern für die Eheschließung einholen. Diese waren enttäuscht, dass keine jüdische Hochzeitszeremonie angestrebt wurde. Ihrem Vater schrieb Sandra diesbezüglich einen Brief, die Ehe fand mit unkonventioneller Zeremonie wenig später im Beisein ihrer Familie statt:

“I have never before, during the course of my adult life, felt the need to justify my actions to anyone but myself, and I do not feel that need now. I am an intelligent, educated young woman, well aware of my strengths as well as my weaknesses”

„Nie zuvor, während der gesamten Zeit meines erwachsenen Lebens, habe ich die Notwendigkeit gesehen, mich gegenüber irgendwem außer mir zu rechtfertigen – und ich sehe sie auch jetzt nicht. Ich bin eine intelligente, gebildete junge Frau, im Bewusstsein meiner Stärken wie auch meiner Schwächen.“

Nach der Heirat lebte Sandras sechs Jahre jüngere Schwester Beverly für mehrere Jahre bei ihr, da die Ehe ihrer Eltern „unglücklich“ war.
Die egalitäre Aufteilung von Hausarbeit und der Kompromisse in der Karriere zu Gunsten der Beziehung wurde im Jahr 1972 in dem Artikel „A Marriage of Equals“ in der feministischen Zeitschrift Ms. porträtiert. Nach der Hochzeit zog Sandra Bem nach Ann Arbor in Michigan, um dort ihr postgraduiertes Studium abzuschließen, während ihr Mann an der Carnegie-Tech verblieb. Nachdem sie ihren Doktorgrad 1967 in Entwicklungspsychologie erworben hatte, zog sie zurück nach Pittsburgh und begann ebenfalls an der Universität ihres Mannes zu arbeiten. Zu dieser Zeit war sie bereits Expertin für Diskriminierung gegenüber Frauen im Berufsleben. In Pittsburgh begann sie, über geschlechterdiskriminierende Inserate für Arbeitsstellen zu forschen, was sie als Expertin im 1969 beginnenden Gerichtsverfahren National Organization for Women (NOW) gegen die Pittsburgh Press qualifizierte. Die Pittsburgh Press bot zu diesem Zeitpunkt zwei Kategorien für Stelleninserate an: Male help wanted und Female help wanted. Die Kategorie, die Männer ansprach, enthielt wesentlich mehr Anzeigen. Die Kategorie für Frauen enthielt lediglich wenige Inserate, dazu mit Tätigkeiten, die als „frauen-typisch“ galten. Sandra Bem untersuchte in einer Studie, ob sich Frauen mit einer höheren Wahrscheinlichkeit auf ein an Männer gerichtetes Angebot bewarben, wenn die Anzeigen insgesamt alphabetisch sortiert statt nach Geschlecht kategorisiert waren. Bems Studie belegte dies, der Supreme Court der Vereinigten Staaten entschied 1973 mit fünf zu vier Stimmen gegen diese diskriminierende Praxis der Pittsburgh Press. In der Folge änderten Zeitungen landesweit diese bis dahin gängige Praxis.

“The miracle of that decision is that within a year almost all newspapers across the country changed their classified ads.”

„Das Wundersame dieses Urteils war, dass binnen eines Jahres beinahe alle Zeitungen der Vereinigten Staaten die Kategorisierung ihrer Anzeigen anpasste.“

Nach dreijähriger Lehrtätigkeit an der Carnegie Mellon Universität bekamen sowohl Daryl als auch Sandra Bem ein Angebot, an die Universität Stanford zu wechseln, was beide annahmen. Bem forschte weiter zu Gender und Sexualität, allerdings wurde ihr der Tenure-Track verwehrt. Daraufhin wechselten beide Eheleute an die Cornell University, an der sie bis zum Ruhestand verblieben.
Nach ihrer Rückkehr an die Ostküste der Vereinigten Staaten trennten sich Sandra und Daryl einvernehmlich im Jahr 1994. Daryl begann eine homosexuelle Beziehung zu einem anderen Professor, verblieb aber in Freundschaft zu Sandra und war wöchentlich zu Gast. Sandra Ruth Lipsitz Bem und Daryl Bem haben zwei gemeinsame Kinder: Emily (* 1974) und Jeremy (* 1976). Ihre Kinder erzog die Familie Bem auf „gender-neutrale Art“: Jeremy beispielsweise trug rosa Kleidung zum Kindergarten, Emily wurde regelmäßig an einer bestimmten Baustelle vorbei gefahren, da dort eine Frau arbeitete. Ihren Familien-Alltag organisierten die Bems über einen Kalender, in dem der „diensthabende Elternteil“ wöchentlich eingetragen war.

### Erkrankung und Suizid
Sandra Bem erlebte seit etwa 2007, was sie als „cognitive oddities“ (kognitive Kuriositäten) bezeichnete. Sie verwechselte gelegentlich Begriffe und konnte manchmal Alltagsgegenstände nicht weiter mit Sicherheit benennen. Der Verdacht auf eine neurodegenerative Erkrankung ergab sich für sie durch die HBO-Dokumentationssendung  The Alzheimer´s Project,  die im Mai 2009 erstmals ausgestrahlt und von Bem gesehen wurde. In der Dokumentation wird ein einfacher Gedächtnistest gezeigt, als Teil einer Alzheimer-Diagnostik. Bem versuchte diesen Test spontan zu absolvieren – und scheiterte. Sie war nicht in der Lage, drei Begriffe zu erinnern, vor deren Reproduktion sie den Satz I was born in Pittsburgh. („Ich wurde in Pittsburgh geboren.“) niederschrieb. 
Sandra Ruth Lipsitz Bem lebte im Jahr ihrer Diagnose, 2009, bereits rund 15 Jahre von ihrem Ehemann Daryl Bem getrennt. Daryl Bem begleitete sie dennoch zu ihrer neuropsychologischen Untersuchung in der Universitätsklinik der University of Rochester, bei dem die Erstdiagnose „milde kognitive Beeinträchtigung“ vom Arzt Mark Mapstone gestellt wurde. Die Untersuchung umfasste das Nachmalen einer Linie, nachdem einige Minuten vergangen waren, das Erinnern einer Wortliste und das Sortieren von Ziffern und Buchstaben nach einer vorgegebenen Ordnung. Bem erlebte nach eigenen Angaben Erleichterung, als sie die Abstufung mild in ihrer Diagnose erfuhr. Als sie dann erfuhr, dass sich die meisten der „milden kognitiven Beeinträchtigungen“ binnen zehn Jahren zu einer vollständigen Alzheimer-Erkrankung entwickeln, schwor sich Sandra Bem, einen Weg für einen selbstbestimmten Tod zu finden.

“[With Alzheimer´s desease it is] extraordinarily difficult for one’s body to die in tandem with the death of one’s self.”

„Bei einer Alzheimer-Erkrankung ist es für den eigenen Körper außergewöhnlich schwer, ein Tandem mit dem Tod des eigenen Selbst zu bilden.“

Sandra Bem begann den Verlauf ihrer Erkrankung und die Auswirkungen auf ihr Leben in einem Tagebuch zu dokumentieren. Ihre Beeinträchtigung beschreibt sie als „maddening capriciousness“ (unerträgliche, verrücktmachende Willkür).

“[A] mind that could be so alive one moment with thought and feeling building toward a next step and then someone erases the blackboard. It’s all gone and I can’t even reconstruct what the topic was. It’s just gone. And I sit with the dark, the blank.”

„Der Geist, in einem Moment so voll mit Gedanken und dem Gefühl, auf einen nächsten Schritt hinzuarbeiten – und dann wischt jemand die Tafel. Alles ist weg und ich kann mich nicht einmal erinnern, was das Thema war. Es ist einfach weg. Und ich verbleibe mit dem Dunkel, der Leere.“

Daryl Bem stand Sandra Bem während ihrer letzten Lebensmonate bei. Sechs Monate vor ihrem Suizid setzte Sandra Bem alle Medikamente ab. Bereits zum Anlass einer Diagnose mit Ovarialkrebs ihrer Schwester Beverly gab es in der Familie Gespräche über Suizid, da der Bundesstaat Oregon – Beverlys Wohnort – assistierte Suizide für Personen mit tödlicher Erkrankung gestattet. Am 20. Mai 2014 verstarb sie im Beisein ihres Mannes durch Suizid.

## Wirken
Sandra Bem wurde durch ihre Forschung zu einer Pionierin der Gender Studies. Dabei vertrat sie eine feministische Position, die Geschlechts-Stereotype ablehnte oder aufbrach.
Eleanor Smeal, Präsidentin der Feminist Majority Foundation, bewertet Sandra (und Daryl) Bems Wirken retrospektiv wie folgt:

“We didn't have a lot of studies back then. At that time, they were pioneers. They argued that sex stereotyping was started at a very young age and created an unequal playing field for girls and women. Their research was widely used and very influential.”

„Damals hatten wir nicht gerade viele Studien. Zu dieser Zeit waren sie [die Bems] Pioniere. Sie erörterten, dass Geschlechts-Stereotype bereits in frühem Kindesalter begannen und zu einem unsymmetrischen Spielfeld für Mädchen und Frauen führten. Ihre Erkenntnisse waren weitverbreitet und sehr einflussreich.“

Auch Cheryl Kasson erinnert Sandra Bem auf Medium.com als „Psychologin ersten Ranges“. Während ihres Studiums der Women’s Studies sei Bem als eine wichtige Figur in der Geschichte der Psychologie und der Zweiten Welle des Feminismus betrachtet worden.
Das von Sandra Bem entwickelte Bem Sex Role Inventory ist bis heute einer der meistgenutzten Fragebögen, um maskuline und feminine Persönlichkeitseigenschaften zu erfassen.
Verschiedene ihrer wissenschaftlichen Veröffentlichungen befassen sich mit der Überprüfung psychologischer Erkenntnisse und Theorien, die oft von Männern formuliert wurden.
In ihrem 1989 im Fachblatt Child Development veröffentlichten Paper Genital  Knowledge  and  Gender  Constancy  in Preschool Children etwa kritisiert Bem das aus Lawrence Kohlberg und Jean Piaget folgende Paradigma, nach dem Kinder im Vorschulalter aufgrund ihrer kognitiven Entwicklung nicht in der Lage seien, Geschlechter über veränderte Äußerlichkeiten und deren Wahrnehmung hinweg zu erkennen. Nach Piaget befinden sich Kinder in diesem Alter im Stadium der präoperationalen Intelligenz, in der das Geschlecht durch saliente Merkmale wie Frisur und Kleidung abgeleitet würde – nicht aber durch den Gedanken, dass Geschlecht und äußere Erscheinung einer Person unabhängig voneinander sein können.
Zwischen 1978 und 1985 leitete Bem den damals neu geschaffenen Studiengang Women’s studies (Frauenforschung) und war dann in den Jahren ab 2001 Leiterin des neu-benannten Studienganges „Feminist, gender and sexuality studies“.
Ihr 1993 veröffentlichtes Buch The Lenses of Gender wurde in der New York Times als „bahnbrechend“ bezeichnet.
Im Jahr 2000 wurde Bem Psychotherapeutin; sie betrieb für zehn Jahre eine Praxis in Teilzeit. Bis zu ihrem Ruhestand arbeitete sie an der Cornell University.

### Bem Sex Role Inventory
Das von Sandra Bem entwickelte psychologische Instrument Bem Sex Role Inventory (BSRI) wurde von ihr im Jahr 1974 veröffentlicht. Das BSRI ist ein Fragebogen zur Erfassung des Selbstkonzeptes für Geschlechterrollen; dabei werden maskuline und feminine Persönlichkeitseigenschaften gemessen. Maskulinität und Femininität sind dabei zwei unabhängige Dimensionen, Personen können folglich für beides hohe Ausprägungen aufweisen – was Sandra Bem als Androgynie bezeichnete. Das BSRI unterscheidet Personen grundsätzlich in maskulin oder feminin bei überdurchschnittlichen maskulinen oder femininen Eigenschaften, in undifferenziert bei unterdurchschnittlichen maskulinen oder femininen Eigenschaften oder in androgyn, sofern sowohl maskuline als auch feminine Eigenschaften überdurchschnittlich ausgeprägt sind. Bems Hypothese war, dass bei androgynen Personen die psychische Gesundheit am höchsten war. Diese Hypothese wurde in der folgenden Forschung wenig unterstützt, was Alexandra Fleischmann und Monika Sieverding im Dorsch – Lexikon der Psychologie allerdings im Zusammenhang mit einem möglichen maskulinen Bias betrachten. Allerdings stellt auch Meghan George der Psychology’s Feminist Voices fest, dass das Bem Sex Role Inventory „oft“ nur schwer reproduziert werden konnte. Auch sei der theoretische Hintergrund und die Validität des BSRI Gegenstand „einiger“ Debatte gewesen.
Zum BSRI liegen auch eine deutsche Version und eine Kurzform vor, diese wurden 1981 publiziert. Der BSRI besteht aus 20 Items für Maskulinität und Femininität, dazu existieren 20 weitere Items, die eine Skala zur sozialen Erwünschtheit bilden.

### The Lenses of Gender
Das Buch The Lenses of Gender, Transforming the Debate on Sexual Inequality wurde im Jahr 1993 veröffentlicht. Das Buch behandelt über sechs Abschnitte, was Bem als drei Grundüberzeugungen über Frauen und Männer bezeichnet: Die Betrachtung erfolgt polarisierend, also unter der Prämisse, dass beide Geschlechter fundamental unterschiedlicher Natur hinsichtlich Psychologie und Sexualität seien. Dabei werden nach Bem alle Unterschiede maximiert, Menschen werden künstlich dichotomisiert: Der androzentristische Gedanke, dass Männer von Natur aus das dominante oder überlegene Geschlecht seien. Und, dass Unterschiede zwischen Mann und Frau sowie die männliche Dominanz natürlich-genetisch, biologisch essenziell wären.
Bems Intention war herauszustellen, wie auf Männlichkeit fokussierte Diskurse die Unterschiede zwischen Männern und Frauen zum Nachteil der Frauen auslegen. Sie argumentiert, dass ein Bewusstsein über diese, alle Erfahrung beeinflussenden Paradigmen reflektiert werden müsse,  um einen kulturellen Diskurs über Gender zu ermöglichen.

“Bem argues convincingly that all three lenses both distort and shape reality. […] A thought-provoking study, bringing together many social, biological, and political theories into a well-reasoned volume.”

„Bem stellt überzeugend dar, dass alle drei Linsen die Realität sowohl verzerren als auch formen. […] Eine gedanken-provozierende Analyse, in der viele soziale, biologische und politische Theorien in einem gut durchdachten Buch zusammengebracht werden.“

Als kontrovers bezeichnet Kirkusreviews.com den Standpunkt von Bem, dass Kindern ermöglicht werden solle, eine eigene Position im Spektrum der Geschlechtsidentitäten zu entwickeln. Bem betrachtet in The Lenses of Gender auch Konstrukte wie Tomboy und Tunte und greift dabei Gedanken des nichtbinären Geschlechtsverständnisses auf.

## Auszeichnungen
Sandra Bem wurde mehrfach ausgezeichnet:
- American Psychological Association (APA): Distinguished Scientific Award for an Early Contribution to Psychology, 1976
- Association for Women in Psychology (AWA): Distinguished Publication Award, 1977
- American Association of University Women (AAUW): Young Scholar Award, 1980
- Association of American Publishers: Best Book in Psychology für „The Lenses of Gender: Transforming the Debate on Sexualn Inequality“, 1993
- Association for Women in Psychology: Distinguished Career Award. 2014

## Veröffentlichungen (Auswahl)
- The Lenses of Gender: Transforming the Debate on Sexual Inequality. Yale University Press, 1993, ISBN 0-300-05676-1.(jstor.org)
- Autobiografie: An Unconventional Family. Yale University Press, 1998, ISBN 0-300-09092-7.

### Paper
- S. L. Bem, D. J. Bem: Training the Woman to Know Her Place: The Social Antecedents of Women in the World of Work. 1973.
- S. L. Bem, D. J. Bem: Does sex-biased job advertising "aid and abet" sex discrimination? In: Journal of Applied Social Psychology. Band 3, 1973, S. 6–18.
- S. L. Bem: The measurement of psychological androgyny. In: Journal of Consulting and Clinical Psychology. Band 42, 1974, S. 155–162.
- S. L. Bem: Gender schema theory: A cognitive account of sex typing. In: Psychological Review. Band 88, 1981, S. 354–364.
- S. L. Bem: Gender schema theory and its implications for child development: Raising gender-aschematic children in a gender-schematic society. In: Journal of Women in Culture and Society. Signs 8, 1983, S. 598–616.
- S. L. Bem: Genital Knowledge and Gender Constancy in Preschool Children. In: Child Development. Vol. 60, Issue 3, 1989, S. 649. doi:10.2307/1130730

### Sonstiges
Über das Gerichtsverfahren der Equal Employment Opportunity Commission vs. AT&T mit ausführlicher Darstellung der Expertenaussage Sandra Bems:
- Marjorie A. Stockford: The Bellwomen: The Story of the Landmark AT&T Sex Discrimination Case. Rutgers University Press, 2004, ISBN 0-8135-3428-3.

## Nachrufe
- Robin Marantz Henig: The Last Day of Her Life. In: The New York Times. 14. Mai 2015.
- Torsten Ove: Obituary: Sandra Bem / Psychologist, feminist, pioneer in gender roles. In: Pittsburgh Post-Gazette. 23. Mai 2014.
- Cheryl Kasson: Remembering Sandra Bem. medium.com, 28. Oktober 2015.